# Bérard
Bérard je priimek več oseb:
- Christian Bérard, francoski umetnik
- Louis-Gustave Bérard, francoski general
- Joseph Frédéric Bérard, francoski botanik